# Alexeï Gribov
Alexeï Nikolaïevitch Gribov (en russe : Алексей Николаевич Грибов), né le 31 janvier 1902 à Moscou dans l'Empire russe et mort le 26 novembre 1977 à Moscou (Union soviétique), est un acteur soviétique et russe.

## Biographie
Né le 31 janvier 1902 à Moscou, dans une famille ouvrière, Alexeï Gribov fait ses études à l'école Léontievski située dans l'actuel district administratif central. Il travaille ensuite pendant un certain temps dans une usine de tissage, poursuit une formation pour devenir comptable avant de découvrir le théâtre amateur et entamer les études d'art dramatique. En 1924, il obtient son diplôme du 3e studio du Théâtre Vakhtangov et rejoint la troupe du Théâtre d'art de Moscou auquel il restera fidèle pendant les 50 ans de sa carrière. Son premier rôle important fut celui de M. Craggs dans la mise en scène de La Bataille de la vie de Charles Dickens en 1924. Il fut le premier acteur à incarner Vladimir Lénine (Les carillons du Kremlin de Nikolaï Pogodine) sur la scène du Théâtre d'art de Moscou. 
Pendant la Seconde Guerre mondiale, il se rend souvent au front et joue devant les soldats pour remonter le moral des troupes.
En 1935, sa carrière cinématographique commence avec le petit rôle dans Red Army Days sous la direction d'Alexandre Zarkhi aux studios Lenfilm. Il tournera en tout dans plus de soixante longs-métrages. Il prête également sa voix aux personnages des dessins animés. Le héros principal du film d'animation  Kachtanka (adapté de la nouvelle éponyme d'Anton Tchekhov) dessiné par Fiodor Khitrouk ressemble étonnamment à l'acteur lui même.
Alexeï Gribov a beaucoup travaillé à la radio participant à de nombreuses pièces radiophoniques.
Depuis 1970, il enseigne l'art dramatique à l'École de théâtre d'art de Moscou.
Membre du PCUS depuis 1944.
Lors d'une tournée du théâtre à Leningrad en 1974, jouant le rôle de Chebutykin dans Les Trois Sœurs, l'acteur fut victime d'un accident vasculaire cérébral, mais à sa demande, la pièce, qui s'avéra finalement être la dernière de sa carrière, fut jouée jusqu'au bout. Au cours des trois années suivantes, l'acteur a réappris à écrire et à parler, a commencé à marcher avec une canne et a commencé des cours avec des étudiants de l'École de théâtre d'art de Moscou, mais à l'automne 1977, sa santé s'est à nouveau détériorée.
Alexeï Gribov meurt le 26 novembre 1977 à l'âge de 76 ans à Moscou des suites d'un accident vasculaire cérébral. Il est enterré au cimetière de Novodievitchi.

## Filmographie partielle
- 1944 : La Noce (Свадьба) de Isidore Annenski
- 1945 : Les Coupables innocents (Без вины виноватые) de Vladimir Petrov
- 1949 : La Chute de Berlin (Падение Берлина) de Mikhaïl Tchiaoureli
- 1950 : Mission secrète (Секретная миссия) de Mikhaïl Romm
- 1950 : Les Audacieux (Смелые люди) de Konstantin Youdine
- 1952 : Le Revizor (Ревизор) de Vladimir Petrov
- 1954 : Allumette suédoise (Шведская спичка) de Konstantin Youdine
- 1954 : Trois Hommes sur un radeau (Верные друзья) de Mikhaïl Kalatozov
- 1954 : Anne au cou (Анна на шее) de Isidore Annenski
- 1955 : Le Fils (Сын) de Iouri Ozerov
- 1959 : Des gens sur le pont (Люди на мосту) de Alexandre Zarkhi
- 1960 : Les Âmes mortes (Мёртвые души) de Leonid Trauberg : Sobakevitch
- 1961 : La Croisière tigrée (Полосатый рейс) de Vladimir Fetine
- 1962 : Les Sept Nounous (Семь нянек) de Rolan Bykov
- 1966 : Une longue vie heureuse (Долгая счастливая жизнь) de Guennadi Chpalikov
- 1966 : Le Chef de la Tchoukotka (Начальник Чукотки) de Vitali Melnikov
- 1968 : Les Méandres du succès (Зигзаг удачи) de Eldar Riazanov
- 1970 : Lioubov Yarovaïa (Любовь Яровая) de Vladimir Fetine

## Récompenses et nominations
- Artiste du peuple de l'URSS (1948)
- Héros du travail socialiste (1972)
- prix Staline (1942, 1946, 1951, 1952)
- Ordre de Lénine (1967, 1972)
- Ordre de la révolution d'Octobre (1971)
- Ordre du Drapeau rouge du Travail (1938, 1948)
- Médaille Pour le travail vaillant dans la Grande Guerre patriotique 1941–1945
- Médaille du 30e anniversaire de la Victoire sur l'Allemagne